# The Authority
L'Authority è stata una stable di wrestling attiva nella WWE tra il 2013 e il 2016.
La stable era guidata da Triple H e dalla moglie Stephanie McMahon, i due capi amministrativi della WWE insieme a Vince McMahon; tuttavia molti altri lottatori ne hanno fatto parte, a periodi alterni, formando così un gruppo più numeroso: in particolare Kane, Big Show, Randy Orton e Seth Rollins.
L'Authority si è formata per la prima volta il 18 agosto 2013, a SummerSlam, quando Triple H ha aiutato Randy Orton ad incassare il Money in the Bank contro Daniel Bryan. La stable era stata inizialmente smantellata il 23 novembre 2014, a Survivor Series, dopo essere stata sconfitta dal team di John Cena (Cena, Big Show, Dolph Ziggler, Erick Rowan e Ryback) nel tradizionale 5-on-5 Survivor Series Elimination match del pay-per-view; tuttavia Seth Rollins ha costretto Cena a far reintegrare il gruppo durante la puntata di Raw del 5 gennaio 2015. Il regno dell'Authority si è definitivamente concluso il 1º maggio 2016, a Payback, quando Vince McMahon ha concesso il controllo congiunto della WWE ai figli Stephanie e Shane.

## Concetto
L'idea dell'Authority si basava sul concetto del potere assoluto detenuto da Triple H e Stephanie McMahon, due personalità che avevano un'idea particolare di come la WWE dovesse apparire al pubblico. A tal proposito, i due hanno interpretato il ruolo di tiranni della federazione, giustificando le loro azioni come "best for business" e atteggiandosi in modo autoritario verso i wrestler ribelli.
L'Authority condivideva molte somiglianze con la Corporation e la McMahon-Helmsley Faction, stable di cui Triple H era stato membro.

## Storia

### Creazione

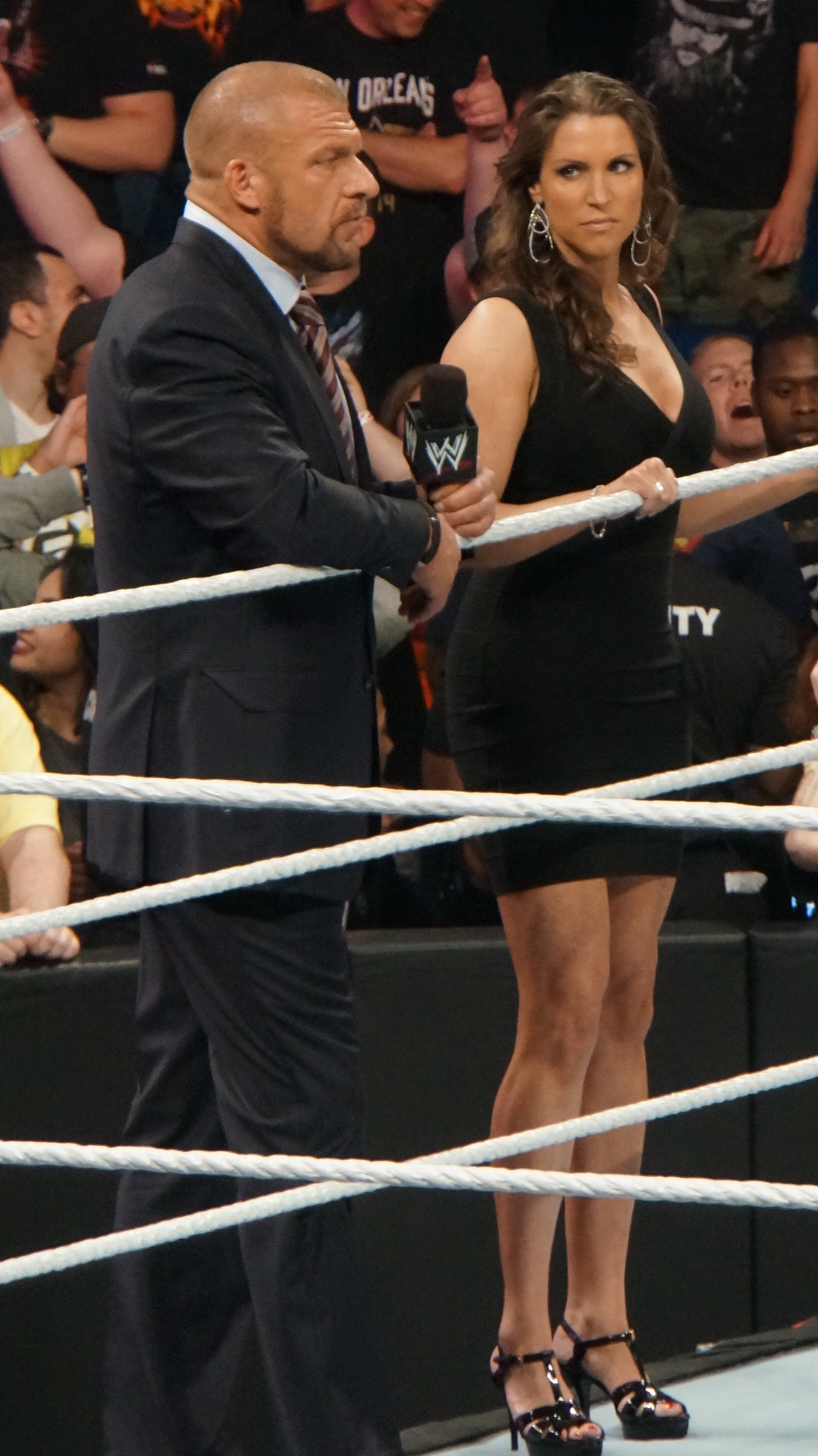
Triple H e Stephanie McMahon, i due membri fondatori dell'Authority

Nel giugno del 2013 iniziò una disputa (kayfabe) tra i membri della famiglia McMahon per il controllo della WWE: il CEO e presidente della WWE, Vince McMahon, sua figlia Stephanie e il genero Triple H decisero di controllare Raw come una squadra, ma avevano opinioni differenti. Triple H, Vince e Stephanie avrebbero deciso il destino della managing supervisor Vickie Guerrero nella puntata di Raw dell'8 luglio; mentre Vince avrebbe voluto promuoverla come permanente general manager dello show, Triple H ha votato per le dimissioni di Vickie; Stephanie ha poi confermato la decisione del marito e Vickie è stata esonerata dal suo incarico. Subito dopo le dimissioni della Guerrero, Vince ha promosso l'assistente di Vickie, Brad Maddox, come nuovo general manager di Raw. Nella puntata di SmackDown del 19 luglio è stato annunciato che Vickie sarebbe diventata la general manager dello show per volere di Vince. Durante la puntata di Raw del 15 luglio è stato concesso a John Cena di scegliere contro cui difendere il WWE Championship a SummerSlam e Cena ha scelto di affrontare Daniel Bryan. Bryan, nelle settimane successive, ha subìto una trasformazione fisica che comprendeva un taglio di capelli e l'uso di un completo elegante in modo da placare Vince McMahon, che non lo vedeva come il volto della WWE, mentre Triple H lo vedeva come il futuro volto della compagnia, ma Bryan ha rifiutato tutto ciò; è stato inoltre annunciato che Triple H sarebbe stato l'arbitro speciale per il match tra Cena e Bryan a SummerSlam.
Bryan ha sconfitto Cena vincendo il WWE Championship a SummerSlam: tuttavia subito dopo il match Triple H ha colpito Bryan con un Pedigree, permettendo a Randy Orton vincere il titolo grazie al Money in the Bank, diventando allo stesso tempo un heel. La notte seguente a Raw si è svolta una cerimonia per celebrare la vittoria di Orton, che è apparso al fianco di Vince McMahon, Stephanie McMahon e Triple H, sancendo la nascita dell'Authority; quella stessa notte, Triple H ha invitato Bryan a salire sul ring per chiarirsi, ma si è rivelato essere uno stratagemma, in quanto Orton ha colpito Bryan con l'RKO. Da quella stessa notte anche lo Shield ha iniziato a lavorare per Triple H come suoi scagnozzi e hanno aiutato Orton contro Bryan attaccando inoltre wrestler come Big Show e Dolph Ziggler per aver parlato contro il regime di Triple H. Orton ha perso il WWE Championship contro Bryan a Night of Champions; tuttavia, la notte successiva a Raw, Triple H ha privato Bryan del titolo a causa di un veloce conteggio nello schienamento vincente dell'arbitro Scott Armstrong, ma ha rifiutato di ridare il titolo a Orton. Orton e Bryan si sono affrontati a Battleground per il vacante WWE Championship, ma il match si è concluso senza alcun vincitore dopo che Big Show ha attaccato entrambi i wrestler. Orton e Bryan si sono affrontati ancora una volta per il titolo vacante a Hell in a Cell, dove Orton ha vinto il titolo dopo che l'arbitro speciale Shawn Michaels ha attaccato Bryan per aver a sua volta attaccato Triple H, migliore amico di Micheals. Nella puntata di Raw successiva a Hell in a Cell, Kane consegnò la sua maschera a Stephanie, iniziando a indossare abiti eleganti per adattarsi all'ideologia corporativa dell'Authority, venendo nominato inoltre direttore delle operazioni.
Cody Rhodes è stato costretto a mettere il suo posto di lavoro in un match contro Orton come punizione per aver parlato contro il regime autoritario di Triple H, ma è stato sconfitto e pertanto licenziato (kayfabe). Nel corso delle successive settimane il fratellastro Goldust ha provato a far reintegrare Cody, ma anch'egli è stato sconfitto da Orton, mentre il padre Dusty Rhodes, dopo aver affrontato Stephanie, è stato colpito da Big Show (sotto minaccia dell'Authority) mentre supplicava la riassunzione dei suoi figli. Cody e Goldust si sono riguadagnati il loro posto di lavoro sconfiggendo i membri dello Shield (Rollins e Reigns) a Battleground. Rollins e Reigns hanno affrontato di nuovo Cody Rhodes and Goldust con il WWE Tag Team Championship in palio in un match senza squalifiche nella puntata di Raw del 14 ottobre; lo Shield ha perso il titolo dopo un attacco da parte di Big Show.

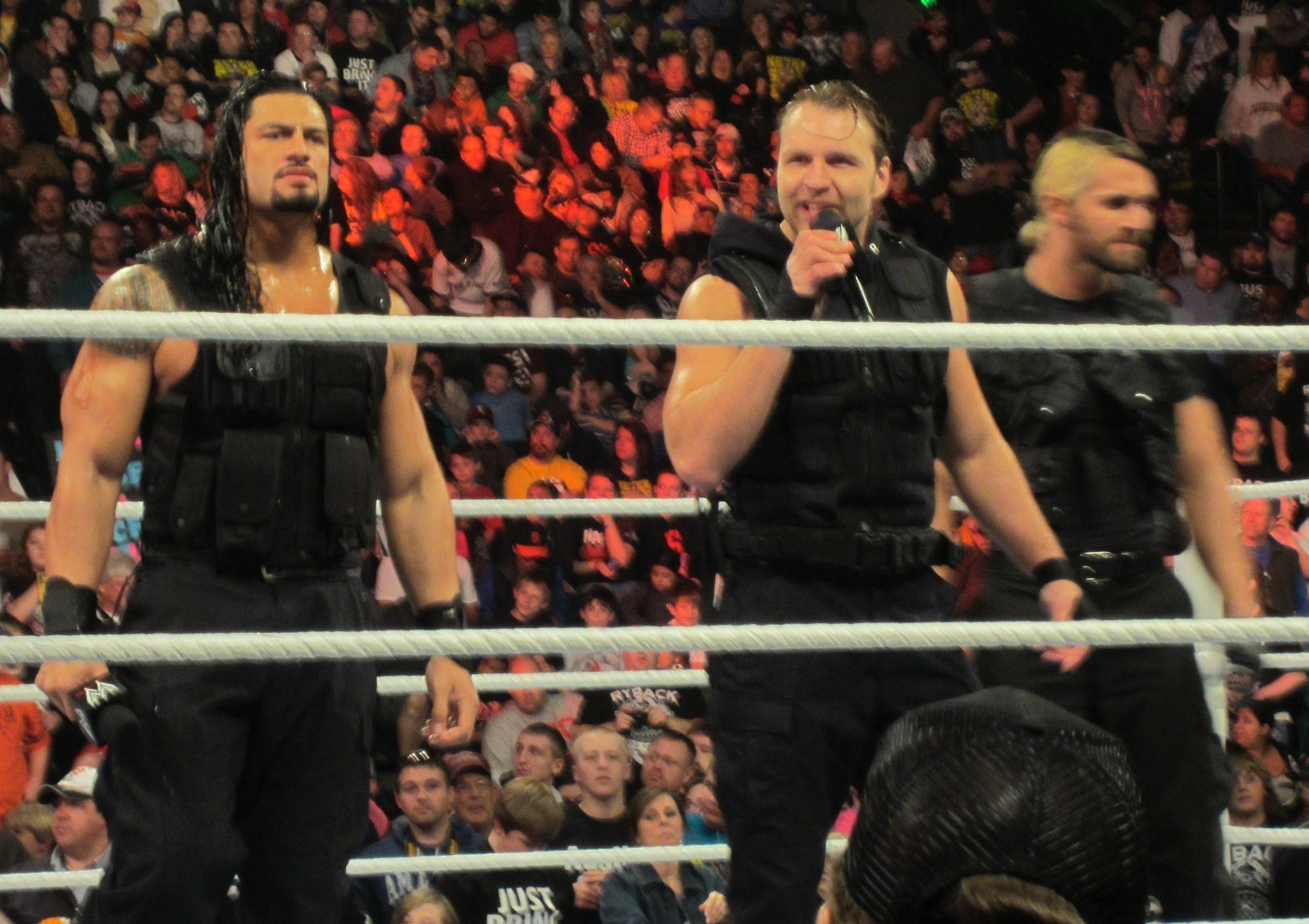
I tre membri dello Shield: Roman Reigns, Dean Ambrose e Seth Rollins

Oltre alla faida con Bryan, l'Authority ha rivaleggiato con Big Show, che disprezzava il regime di Triple H. Dopo continue minacce di licenziamento, Triple H e Stephanie hanno sostenuto che Big Show era in bancarotta e, al fine di salvare il suo lavoro, lo hanno costretto a mettere colpire i loro rivali, tra cui Daniel Bryan, Dusty Rhodes e The Miz. Big Show si è ribellato all'Authority a Battleground quando, dopo essere stato costretto ad attaccare Bryan, ha attaccato anche Orton e causato la fine del match per il vacante WWE Championship senza un vincitore. Show ha ammesso che Triple H e Stephanie gli avevano detto di attaccare solo Bryan e per questo è stato schiaffeggiato e licenziato da Stephanie la notte seguente a Raw. Triple H ha successivamente annunciato che Big Show era stato inoltre bandito a vita dalla WWE dopo averlo attaccato, ma nella puntata di Raw del 4 novembre sono stati costretti dal consiglio di amministrazione della WWE di dare a Big Show quello che voleva, con la promessa di non citare in giudizio la compagnia: Show voleva riavere il suo posto di lavoro e un match contro Orton per il WWE Championship alle Survivor Series, ma non è riuscito a vincere il titolo.

### Unificazione dei titoli mondiali

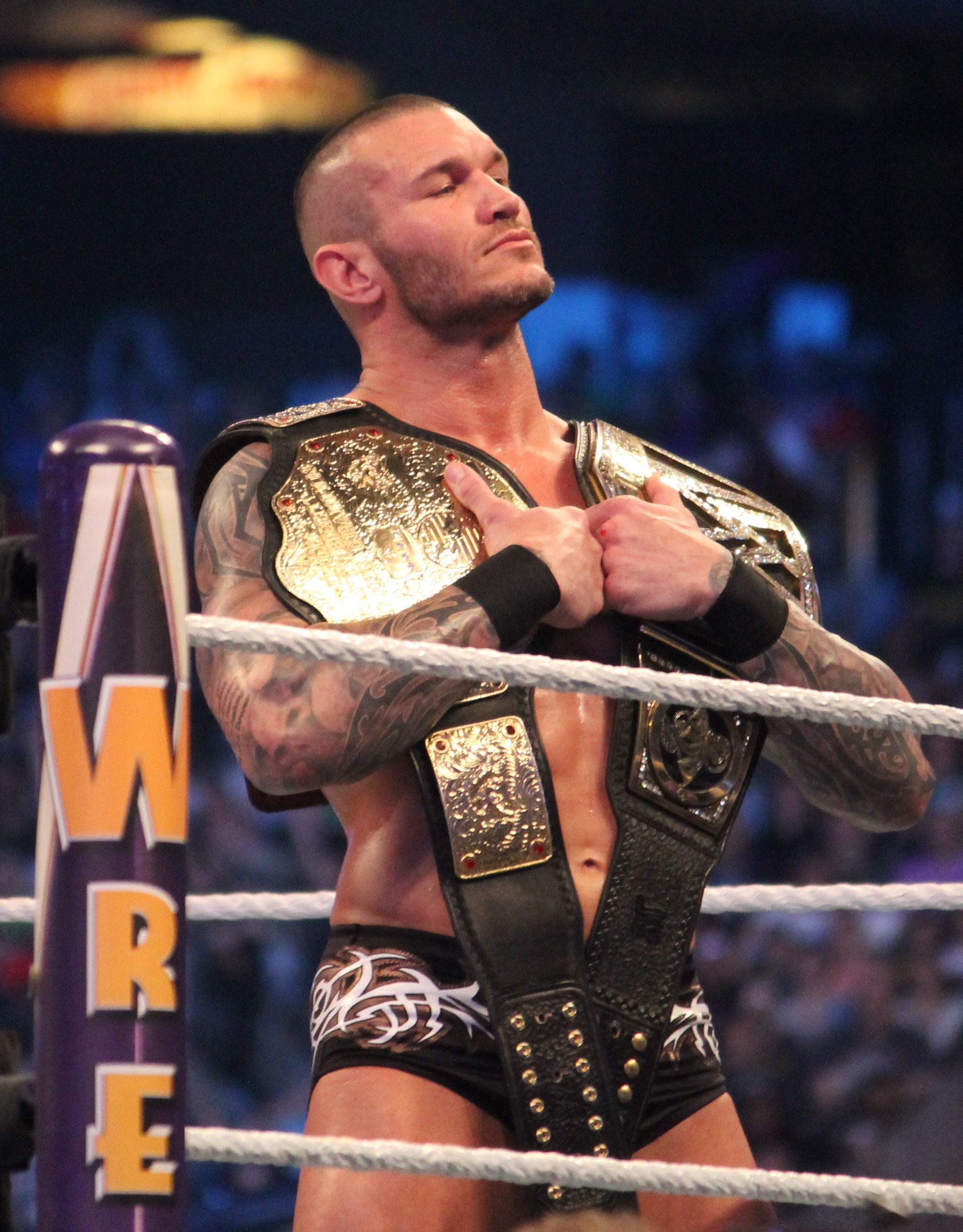
Randy Orton con il WWE World Heavyweight Championship

Nella puntata di Raw del 25 novembre, il rivale di lunga data di Orton, l'allora World Heavyweight Champion John Cena ha suggerito che ci dovrebbe essere "un solo campione" nella WWE, così Triple H ha dichiarato che ci sarebbe stato un match di unificazione a TLC: Tables, Ladders and Chairs. Orton ha sconfitto Cena a TLC, unificando il WWE Championship con il World Heavyweight Championship e diventando il primo WWE World Heavyweight Champion. Orton ha nuovamente sconfitto Cena in un match singolo alla Royal Rumble dopo essere stato aiutato dalla Wyatt Family. Orton ha difeso il titolo anche a Elimination Chamber, dove ha sconfitto John Cena, Sheamus, Daniel Bryan, Christian e Cesaro in un Elimination Chamber match.
La faida tra Daniel Bryan e l'Authority si è intensificata a causa del fatto che i membri dell'Authority continuavano ad essere coinvolti nei match di Bryan, che ha sfidato Triple H a un match a WrestleMania XXX, ma questi ha sempre rifiutato. Dopo che Bryan ha radunato decine di suoi fan sul ring nella puntata di Raw del 10 marzo, Triple H ha accettato la sua sfida; Bryan ha aggiunto una clausola in cui, se avesse sconfitto Triple H, Bryan avrebbe lottato per il WWE World Heavyweight Championship, rendendo il main event un triple threat match. Triple H ha accettato la richiesta di Bryan, ma la settimana successiva ha dichiarato che se lo avesse battuto allora anche lui sarebbe stato inserito nel match titolato.
Nel gennaio del 2014, i New Age Outlaws hanno fatto il loro ritorno affiancando CM Punk nella sua faida con lo Shield; hanno tuttavia abbandonato Punk, alleandosi con l'Authority e vincendo il WWE Tag Team Championship alla Royal Rumble. Nel marzo del 2014, lo Shield ha iniziato a staccarsi dall'Authority in quanto si sentivano usati da Kane come propri scagnozzi personali e che lui non poteva dar loro degli ordini. Kane ha reclutato i New Age Outlaws per affrontare lo Shield, ma hanno perso a WrestleMania XXX. Anche Triple H ha perso contro Bryan, ma lo ha attaccato al termine del match, infortunandolo (kayfabe); Bryan ha comunque poi lottato e vinto il WWE World Heavyweight Championship quando ha fatto cedere Batista, nonostante ulteriori interferenze da parte di Triple H e Stephanie.

### Ascesa al vertice

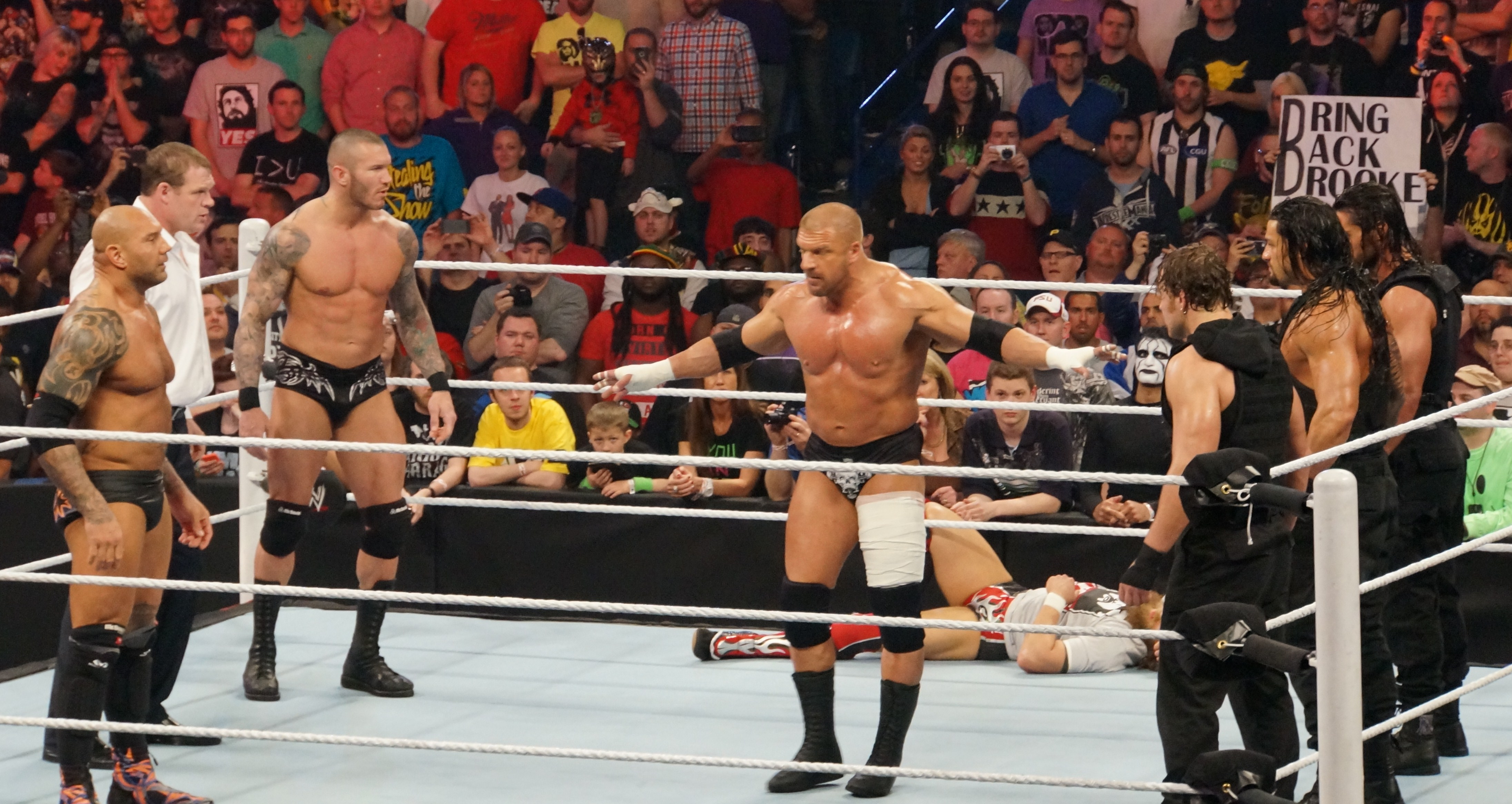
Triple H ha riformato l'Evolution insieme a Batista e Randy Orton

Triple H ha sfidato Bryan per il WWE World Heavyweight Championship la notte seguente a Raw e Stephanie McMahon aveva ordinato allo Shield di aiutare Triple H a vincere il titolo: dopo che Bryan è stato attaccato da Orton, Batista e Kane prima della match titolato per assicurare la vittoria di Triple H, lo Shield è tuttavia intervenuto durante il match e ha attaccato l'Autority, impedendo che Bryan perdesse il titolo. La settimana successiva, lo Shield ha combattuto in un handicap 11-on-3 match terminato senza alcun vincitore; Triple H, Orton e Batista hanno riformato l'Evolution e hanno attaccato lo Shield. Stephanie McMahon e Kane hanno continuato la faida con Daniel Bryan per il WWE World Heavyweight Championship e Kane, convinto da Stephanie a ritornare il "Big Red Monster" di un tempo, ha recuperato la sua maschera promettendo di mandare il suo Bryan "nelle profondità dell'inferno". Nella puntata di Raw del 21 aprile, la McMahon ha annunciato che Kane avrebbe sfidato Daniel Bryan per il WWE World Heavyweight Championship a Extreme Rules; Kane ha poi attaccato Bryan, colpendolo con tre Tombstone Piledriver: rispettivamente sul pavimento, sui gradoni d'acciaio e sul tavolo dei commentatori. Tuttavia, a Extreme Rules, Kane è stato sconfitto da Bryan e lo Shield ha battuto l'Evolution. Triple H ha costretto Ambrose a difendere lo United States Championship la notte seguente a Raw in una 20-man battle royal vinta da Sheamus dopo aver eliminato per ultimo Ambrose, che ha terminato il suo regno record nella WWE dopo 351 giorni. Triple H ha poi sancito un match tra la Wyatt Family e lo Shield, che ha perso a causa dell'intervento dell'Evolution, che li ha poi attaccati. A Payback, dopo aver minacciato di licenziare Brie Bella (la moglie di Bryan) se Bryan non avesse rinunciato al titolo, Brie ha invece "abbandonato" la WWE e schiaffeggiato Stephanie McMahon. Quella stessa sera, l'Evolution è stata sconfitta dallo Shield in un six-man No Holds Barred tag team elimination match dopo non essere riuscita ad eliminare un singolo membro dello Shield.
Batista, che era frustrato per non aver ricevuto un match singolo per il WWE World Heavyweight Championship, ha abbandonato (kayfabe) la WWE la notte seguente a Raw. Prima di un match tra Romans Reigns e Randy Orton disputatosi successivamente quella stessa notte, Rollins ha attaccato sia Ambrose che Reigns con delle sedie, tradendo così i suoi compagni dello Shield per tornare dalla parte dell'Authority. Stephanie McMahon ha inoltre costretto Bryan a competere in uno stretcher match contro Kane a Money in the Bank; se Bryan non fosse stato dichiarato medicalmente pronto a combattere, sarebbe stato privato del titolo. Nella puntata di Raw del 9 giugno il medico di Bryan ha dichiarato che il wrestler non era ancora pronto a combattere, quindi Stephanie lo ha privato del titolo e ha annunciato che il Money in the Bank ladder match avrebbe visto in palio il titolo vacante. L'Authority ha subito concesso a Orton un posto nel ladder match per il vacante WWE World Heavyweight Championship senza aver bisogno di qualificarsi, mentre Kane è stato aggiunto al match da Triple H nella puntata di Raw del 23 giugno, lasciando intendere che era nel match solo per aiutare Orton a riconquistare il WWE World Heavyweight Championship per l'Authority. Dopo che Seth Rollins aveva tradito i suoi compagni dello Shield, lui e Dean Ambrose hanno iniziato una faida e nella puntata di Main Event del 17 giugno, agendo per conto dell'Authority, Rollins ha annunciato un tradizionale Money in the Bank ladder match per un contratto al WWE Heavyweight Championship a Money in the Bank e si è nominato come il primo partecipante. Dopo essersi reso conto che Ambrose avrebbe rovinato le sue possibilità di vittoria a Money in the Bank, Rollins ha convinto Triple H ad aggiungere Ambrose al match. Rollins ha vinto la valigetta il 29 giugno a Money in the Bank, dopo che Kane lo ha aiutato, ma nel match per il titolo sia Orton che Kane non hanno avuto successo in quanto Cena ha vinto il titolo.
L'Authority ha chiesto a John Cena la notte seguente a Raw se voleva "la via più facile o quella più difficile" e Cena ha scelto la via più difficile, perciò l'Authority ha sancito un fatal-four way match per il WWE World Heavyweight Championship tra Cena, Orton, Kane e Roman Reigns a Battleground. La faida tra Ambrose e Rollins è continuata dopo Money in the Bank, con Ambrose che ha dichiarato che ogni volta che Rollins avrebbe tentato di incassare la valigetta del Money in the Bank, lui lo avrebbe attaccato e impedendogli di sfruttare l'opportunità titolata, portando i due ad affrontarsi in un match a Battleground; tuttavia, il match non si è svolto poiché Ambrose era stato espulso dall'arena da Triple H, con Rollins che è poi salito sul ring per annunciare di aver vinto il match per forfait, ma è stato interrotto dal rientrante Ambrose, che lo ha attaccata e i due hanno iniziato una rissa che è stata sedata sia dall'Authority che dalla sicurezza. Nel match per il titolo del mondo, dopo aver inizialmente aiutato Orton, Kane si è ribellato e entrambi hanno deciso di combattere per sé stessi, ma tutto ciò ha portato Cena a vincere il match e a mantenere il titolo quando ha schienato Kane.
Sin da quando Daniel Bryan non è più apparso negli show della WWE per recuperare dall'infortunio, Stephanie McMahon ha iniziato una faida con le Bella Twins (Brie e Nikki Bella), inserendo costantemente Nikki in handicap match. Brie ha fatto il suo ritorno nella puntata di Raw del 21 luglio in cui è apparsa tra il pubblico come fan e, come parte della kayfabe, Stephanie è stata arrestata per aggressione dopo aver schiaffeggiato Brie e per aver resistito all'arresto. Quella stessa notte è stato anche annunciato che Triple H avrebbe scelto l'avversario di John Cena a SummerSlam per il WWE World Heavyweight Championship; dopo aver apparentemente scelto Orton, che però è stato attaccato da Reigns e i due hanno iniziato una rissa tra il pubblico, Brock Lesnar ha fatto il suo ritorno ed è stato scelto da Triple H per affrontare Cena a SummerSlam per il titolo. Quando Orton si è reso conto che Reigns gli era costato un'opportunità titolata, lo ha brutalmente assalito nella puntata di Raw del 28 luglio, sfidandolo per un match a SummerSlam nella puntata di SmackDown del 1º agosto. La faida tra Stephanie e le Bella Twins è proseguita con la McMahon che accettato un match contro Brie (dopo averle riassunta) a SummerSlam in cambio di far cadere tutte le accuse. Ambrose ha vinto un Beat the Clock challenge match che gli ha dato la possibilità di scegliere la stipulazione del suo match contro Rollins a SummerSlam; Ambrose ha scelto un lumberjack match.
Il 17 agosto a SummerSlam, Orton ha perso contro Reigns, ma Rollins ha sconfitto Ambrose e Stephanie ha sconfitto Brie dopo che Nikki ha tradito sua sorella. Rollins ha sconfitto Ambrose – questa volta per decisione arbitrale – anche la sera dopo a Raw in un Falls Count Anywhere match; durante il match Kane è intervenuto a favore di Rollins, che ha eseguita il Curb Stomp ai danni di Ambrose attraverso dei blocchi di cemento, causandogli un infortunio (kayfabe). Nel mese successivo Rollins ha avuto una faida con l'altro ex membro dello Shield, Roman Reigns e si sarebbero dovuti affrontare a Night of Champions, ma Reigns ha dovuto rinunciare al match quando è stato ricoverato in ospedale una settimana prima per un intervento chirurgico all'ernia; ciononostante, Rollins ha comunque fatto partire il match – vinto per countout – e ha poi pubblicamente lanciato una sfida aperta a cui il rientrante Ambrose ha risposto, iniziando una rissa tra i due.

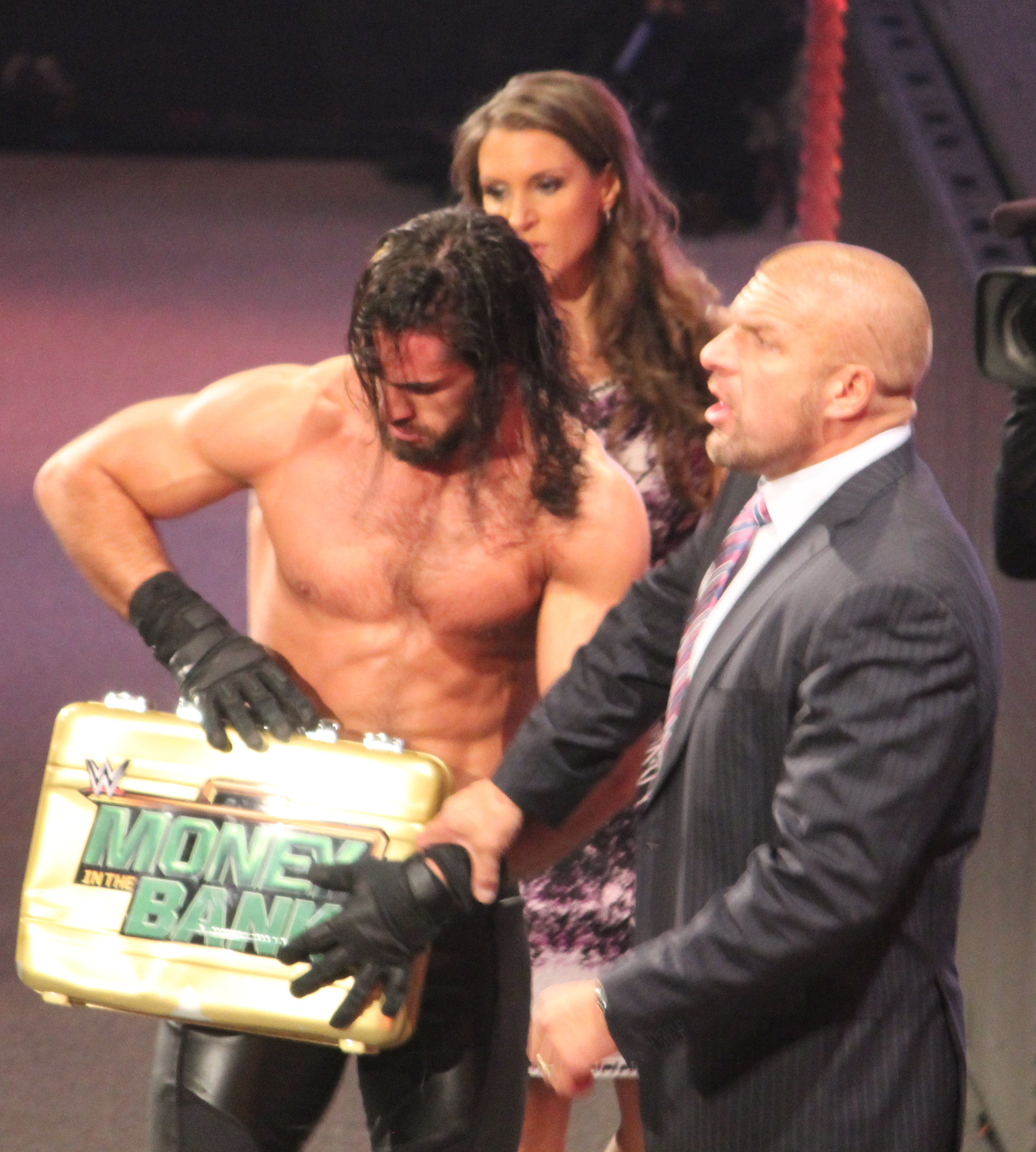
Seth Rollins ha tradito i suoi compagni dello Shield per passare dalla parte dell'Authority

Durante il match per il titolo del mondo, Cena stava schienando Lesnar, ma Rollins è giunto sul ring e ha causato la vittoria di Cena per squalifica (non vincendo quindi il titolo) e Cena ha impedito a Rollins di incassare la valigetta del Money in the Bank. Nella puntata di Raw del 29 settembre, Joey Mercury e Jamie Noble sono stati visti prendere ordini da Triple H e utilizzati in segmenti durante lo show. Sono apparsi anche nella puntata di Raw del 6 ottobre, con il commentatore Michael Cole che ha confermato che stavano lavorando come collaboratori dell'Authority.
In vista di Hell in a Cell, sia Cena che Ambrose avrebbero voluto affrontare Rollins, ma Ambrose ha ottenuto tale possibilità dopo aver vinto un No Holds Barred Contract on a Pole match contro Cena, che avrebbe invece affrontato Orton in un match in cui il vincitore avrebbe ottenuto un'opportunità per il WWE World Heavyweight Championship. Rollins ha attaccato Orton al termine di un 3-on-2 handicap street fight match vinto dall'Authority come un modo per dimostrare che era il wrestler di punta dell'Authority. Cena ha battuto Orton al pay-per-view e Rollins ha sconfitto Ambrose dopo l'interferenza di Bray Wyatt. Nella puntata di Raw successiva sono proseguiti i dissidi tra Orton e Rollins dopo che il primo ha attaccato il secondo a causa del fatto che l'Authority non aveva intrapreso alcuna azione punitiva contro l'attacco precedente di Rollins. Più tardi quella stessa notte, Stephanie e Triple H hanno tentato di convincere John Cena a unirsi a loro per garantire il suo futuro nella compagnia; al suo rifiuto, Triple H ha annunciato un tradizionale Survivor Series tag team elimination match, con una squadra che avrebbe rappresentato l'Authority di fronte a una squadra capitanata da Cena. Nella puntata di Raw del 3 novembre è stato annunciato dal rientrante Vince McMahon che se l'Authority avesse perso alle Survivor Series, allora avrebbero perso il loro potere. Quella stessa notte ha visto anche l'esilio di Orton dal gruppo dopo aver perso un match contro Rollins, per poi attaccarlo; tuttavia, con l'aiuto degli altri membri dell'Authority, Rollins è riuscito ad avere la meglio e a infortunare Orton nello stesso modo in cui aveva infortunato Ambrose tre mesi prima; anche in questo caso, l'infortunio di Orton è servito a giustificare la sua assenza, in quanto avrebbe dovuto girare le scene di un film.

### Caduta e ritorno al potere

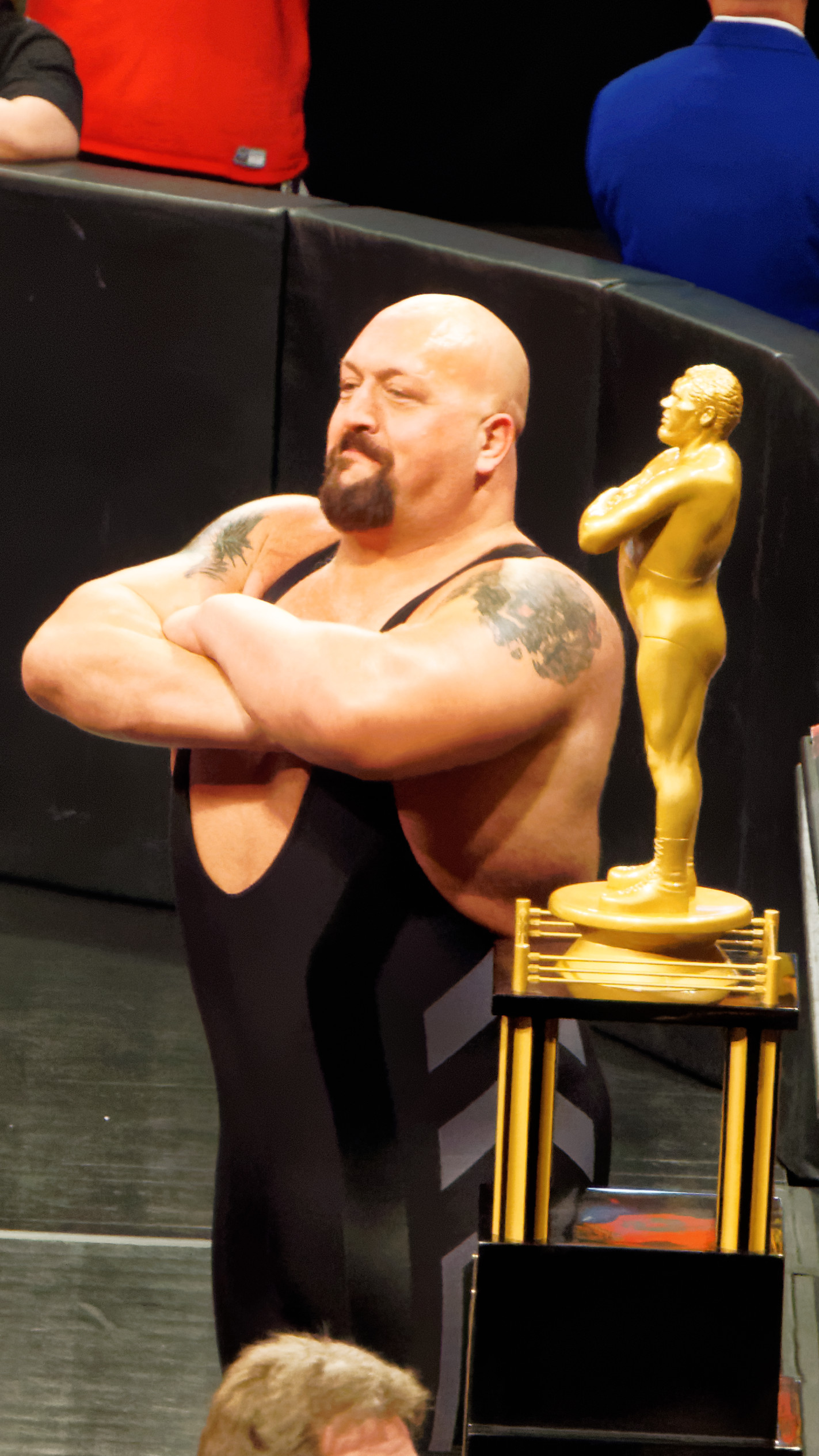
Big Show è stato utilizzato come enforcer dell'Authority

Nelle settimane precedenti alle Survivor Series, l'Authority ha aggiunto Mark Henry, Rusev e Luke Harper alla propria squadra, capitanata da Rollins. Nella puntata di Raw precedente dell'evento, l'Authority ha concesso a Harper un match per l'Intercontinental Championship contro Dolph Ziggler, che si era unito a Cena, e ha vinto il titolo. L'Authority ha poi cercato di impedire a chiunque di unirsi a Cena, arrivando anche a far infortunare Sheamus (kayfabe) per impedirgli di far parte della squadra di Cena alle Survivor Series. Cena è comunque riuscito a portare alcuni wrestler dalla sua parte e a formare una squadra da lui capitanata e composta da Big Show, Dolph Ziggler e i rientranti Erick Rowan e Ryback. Nella puntata di SmackDown del 21 novembre, in risposta alle osservazioni formulate da Cena, che si sentiva responsabile per la sua squadra, Triple H ha annunciato che se la squadra di Cena avesse perso, tutti wrestler della squadra (tranne Cena stesso) sarebbero stati licenziati; quella stessa notte, con Cena assente, il resto degli alleati di Cena è stato attaccato dalla squadra dell'Authority e da Triple H. Durante il pre-show della evento, Vince McMahon ha aggiunto un'altra stipulazione al match: se l'Authoriy avesse perso, solo Cena avrebbe potuto far tornare Triple H e Stephanie al potere. Durante il match, essendo in inferiorità numerica e vedendo i suoi compagni al tappeto, Big Show ha attaccato Cena e si è alleato all'Authority; tuttavia, verso la fine del match, Sting, leggenda della World Championship Wrestling (WCW), ha fatto il suo debutto nella WWE attaccando l'arbitro corrotto dell'Authority Scott Armstrong e Triple H stesso; dopo di che, Ziggler ha schienato Rollins per ottenere la vittoria, terminando così il controllo dell'Authority sulla WWE. Dopo la sconfitta alle Survivor Series, Triple H e Stephanie hanno lasciato Raw per tornare alla sede centrale della WWE e i restanti membri dell'Authority, oltre a Big Show, sarebbero stati ancora associati tra di loro, spesso senza l'utilizzo del nome "The Authority". Da quel momento in poi vari personaggi hanno assunto il controllo di Raw e SmackDown nel vuoto di potere che è stato lasciato dell'Authority.
Nel mese di dicembre Rollins ha continuato la sua faida con Cena e ha cercato di convincerlo a far tornare l'Authority, non riuscendoci; ciò ha portato i due a sfidarsi a Tables, Ladders, Chairs and Stairs in un tables match che Cena ha vinto dopo che il rientrante Roman Reigns aveva attaccato Big Show, salito sul ring in aiuto di Rollins; se Cena avesse perso, avrebbe perso anche lo status di primo sfidante per il titolo del mondo. Nella puntata di Raw del 29 dicembre, Rollins è stato invitato come ospite speciale per il talk show degli ospiti speciali Edge e Christian: Rollins ha però messo Christian fuori gioco e con l'aiuto di Big Show e della J&J Security ha tenuto Edge in ostaggio mentre minacciava Cena, che ha provato a salvare Edge, di far tornare l'Authority o avrebbe eseguito un Curb Stomp su Edge (che si era ritirato dal wrestling) e lasciarlo potenzialmente paralizzato; per salvare Edge, Cena è stato costretto a far tornare l'Authority. Nella puntata di Raw del 5 gennaio 2015, come ricompensa per aver fatto tornare l'Authority, Triple H e Stephanie hanno aggiunto Rollins al match valido per il WWE World Heavyweight Championship alla Royal Rumble tra Brock Lesnar e John Cena. Gli alleati di Cena (Dolph Ziggler, Erick Rowan e Ryback) sono stati poi punti dall'Authority, che prima li ha messi in match a loro sfavorevoli, con Bad News Barrett che ha conquistato l'Intercontinental Championship di Ziggler, e poi li ha licenziati (kayfabe). Cena ha quindi cercato di far riassumere i suoi vecchi alleati, ma è stato sconfitto da Rollins in un lumberjack match. In cerca di una seconda possibilità, Cena ha messo in palio il suo status di primo sfidante per il titolo del mondo, ma ha dovuto affrontare Big Show, Kane e Rollins in un 3-on-1 handicap match che Cena ha vinto grazie all'interferenza di Sting; Ziggler, Rowan e Ryback sono stati pertanto riassunti e Rollins non è riuscito a vincere il WWE World Heavyweight Championship contro Lesnar e Cena alla Royal Rumble, così come Kane e Big Show non sono riusciti a vincere il Royal Rumble match, che Roman Reigns ha vinto dopo aver eliminato entrambi. L'Authority ha avuto la sua rivincita a Fastlane, dove Rollins, Kane e Show hanno sconfitto Ziggler, Rowan e Ryback, ma al termine del match Randy Orton ha fatto il suo ritorno attaccando l'Authority; quella notte stessa notte, Triple H ha avuto un confronto faccia a faccia con Sting, che lo ha sfidato a un match a WrestleMania 31, sfida accettata da Triple H. Nel mese di marzo l'Authority ha cercato di riportare Orton all'interno del gruppo, ma tutto ciò si è rivelato essere solo un espediente di Orton per attaccare Rollins, costruendo un match tra i due per WrestleMania.

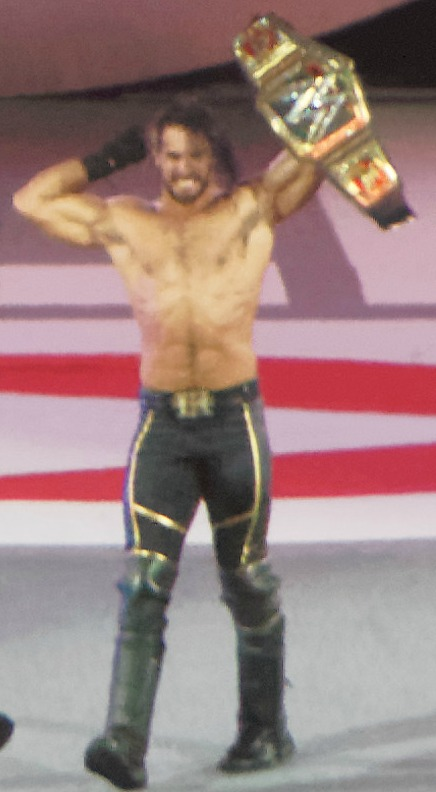
Seth Rollins con il WWE World Heavyweight Championship

L'Authority ha messo a segno alcune importanti vittorie a WrestleMania 31: Triple H ha sconfitto Sting nel suo match di debutto, Big Show ha vinto la 30-man André the Giant Memorial Battle Royal e, dopo aver perso contro Orton all'inizio della serata, Rollins ha incassato il Money in the Bank durante il match tra Brock Lesnar e Roman Reigns per il WWE World Heavyweight Championship, trasformandolo in un match a tre e diventando campione del mondo per la prima volta. Rollins ha difeso con successo il titolo contro Orton in uno steel cage match (con Kane come "guardiano della gabbia") a Extreme Rules, mentre Big Show ha perso contro Roman Reigns in un Last Man Standing match. In seguito a tale sconfitta Show si è preso una breve pausa e al suo rientro non è più stato un membro ufficiale dell'Authority, anche se è stato comunque usato per combattere i rivali dell'Authority. Nella puntata di Raw del 27 aprile è stato annunciato che Rollins avrebbe difeso il titolo contro Orton e Reigns a Payback; anche Dean Ambrose è stato poi aggiunto al match dopo aver sconfitto Rollins in un match non titolato nella puntata di Raw del 4 maggio. Rollins e Kane hanno iniziato a litigare a causa di ciò e nella puntata di Raw dell'11 maggio il rientrante Triple H ha annunciato che se Rollins avesse perso il titolo a Payback, Kane non sarebbe più stato il direttore delle operazioni. Kane ha quindi aiutato Rollins a mantenere il titolo. Rollins ha sfidato Ambrose a Elimination Chamber e ha mantenuto il titolo nonostante abbia perso il match per squalifica; al termine del match Ambrose ha preso comunque il titolo e lo ha portato via con sé. Ciò ha portato a un ladder match per il titolo tra Rollins e Ambrose a Money in the Bank, dove Rollins ha vinto e si è ripreso il titolo.
Nella puntata di Raw del 15 giugno l'Authority ha reintegrato Brock Lesnar, che aveva sospeso la sera dopo WrestleMania 31 e che non aveva ancora avuto la sua rivincita per il titolo contro Rollins, che avrebbe invece affrontato a Battleground, dove Rollins ha mantenuto ancora una volta il titolo, nonostante abbia perso per squalifica, quando The Undertaker ha attaccato Lesnar. Rollins e l'Authority hanno poi riesumato la faida con John Cena: dopo aver rifiutato la sfida di Cena per il titolo di Rollins, l'Authority ha costretto Cena a difendere lo United States Championship contro Rollins, che però ha perso nonostante Cena abbia subito una legittima rottura del setto nasale durante il match. Rollins è divenuto un "doppio campione" quando ha sconfitto Cena in un "Winner Takes All" match a SummerSlam sia per il WWE World Heavyweight Championship sia per lo United States Championship, dopo che l'ospite speciale Jon Stewart (che è stato coinvolto in una breve faida con Rollins nel mese di febbraio) ha attaccato Cena con una sedia d'acciaio, permettendo a Rollins di colpire Cena con un Pedigree su una sedia per ottenere lo schienamento vincente. Rollins ha combattuto due match a Night of Champions: ha perso lo United States Championship contro Cena, ma ha mantenuto il titolo del mondo contro Sting; Kane ha fatto il suo ritorno con la maschera al termine del match contro Sting e ha attaccato Rollins. Ciò ha portato a un match tra i due per il titolo a Hell in a Cell, dove Rollins ha sconfitto Kane; come parte della stipulazione del match, Kane è stato esonerato dall'incarico di direttore delle operazioni. Il 4 novembre Rollins ha riportato la rottura del legamento crociato anteriore, del legamento collaterale e del menisco mediale del ginocchio (un infortunio conosciuto con il termine inglese di unhappy triad) in un House show a Dublino. Essendo i tempi di recupero previsti tra i sei e i nove mesi, il WWE World Heavyweight Championship è stato reso vacante il 5 novembre e il regno di Rollins si è concluso dopo 220 giorni. Un torneo, da disputarsi alle Survivor Series, è stato inoltre annunciato per sancire il nuovo campione. Triple H ha confermato nella puntata di Raw del 9 novembre che il torneo avrebbe decretato il nuovo campione; ha poi introdotto Romans Reigns, a cui a consegnato il titolo dicendo che sarebbe stato suo se avesse rimpiazzato Rollins come "volto dell'Authority", ma questi ha rifiutato, portando Triple H ad affermare che questo era il motivo per cui aveva scelto Rollins e non Reigns, il quale ha dovuto combattere contro Big Show, alleato di vecchia data dell'Authority: Reigns ha vinto il match e ha superato il primo turno del torneo, costringendo Triple H a trovare qualcun altro che potesse rimpiazzare Rollins.

### Ultime faide e scioglimento

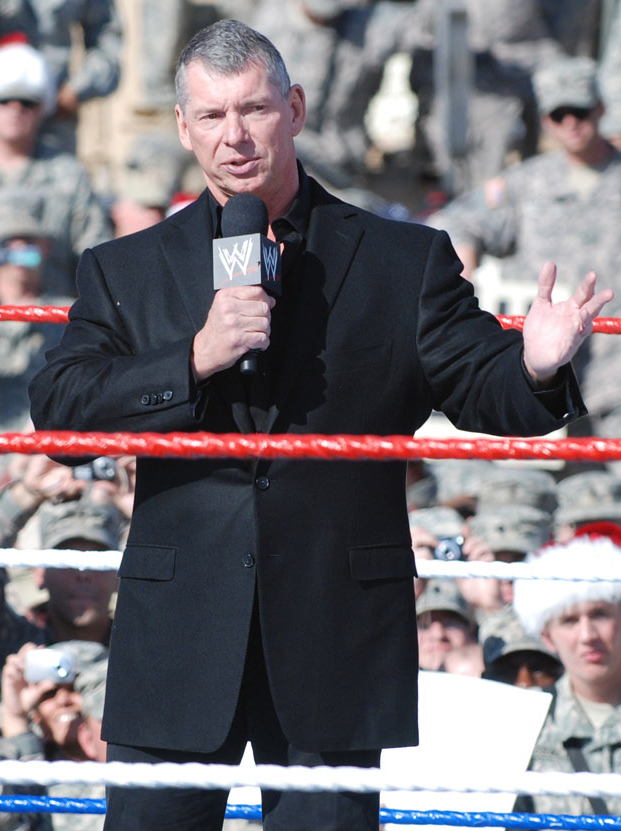
Vince McMahon ha preso temporaneamente la guida dell'Authority dopo l'infortunio di Triple H

Alle Survivor Series Sheamus ha incassato con successo la valigetta del Money in the Bank ai danni di Roman Reigns (che aveva appena vinto il torneo per il WWE World Heavyweight Championship sconfiggendo Dean Ambrose nella finale del torneo e che aveva rifiutato di stringere la mano a Triple H al termine del match; Sheamus ha attaccato Reigns dopo che questi aveva a sua volta attaccato Triple H e ha conquistato il titolo, formando un'alleanza con Triple H stesso e l'Authority. Sheamus ha annunciato nella puntata di Raw del 30 novembre, di aver formato la propria fazione, nota come "The League of Nations" e composta da Alberto Del Rio (Messico), King Barrett (Regno Unito) e Rusev (Bulgaria): la fazione si basava sul fatto che i membri del gruppo erano tutti wrestler non americani, ma che sono comunque diventati dei wrestler affermati in tutto mondo e, seppur rimanendo alleati dell'Authority, la fazione guidata da Sheamus è diventata un'entità a sé stante. Dopo essere riuscito a mantenere il titolo per squalifica in quella stessa puntata di Raw, Sheamus ha sconfitto Reigns il 13 dicembre a TLC in un Tables, Ladders and Chairs match, ma Reigns ha sfogato la sua frustrazione per la sconfitta attaccando lo stesso Sheamus, Albero Del Rio e Rusev fino all'arrivo di Triple H, che ha cercato invano di calmarlo, venendo colpito con una sedia, schiantato sul tavolo di commento con una powerbomb e infine colpito con una spear; come parte della storyline, tale attacco ha "infortunato" Triple H. Poiché Triple H non sarebbe apparso a Raw o SmacKDown nelle settimane successiva, a partire dalla puntata di Raw del 14 dicembre in cui ha fatto il suo ritorno, Mr. McMahon ha preso il ruolo di Triple H come capo dell'Authority insieme a Stephanie. Su richiesta di Sheamus, sicuro di poter mantenere il titolo ancora una volta, McMahon ha sancito un match valido per il titolo tra Sheamus a Reigns, alla sola condizione che, in caso di sconfitta, quest'ultimo sarebbe stato licenziato (kayfabe): nonostante le interferenze di Del Rio, Rusev e dello stesso McMahon, Reigns è riuscito a sconfiggere Sheamus e a vincere il titolo per la seconda volta. Quando l'Authority non è riuscita a privare Reigns del titolo nella puntata di Raw del 6 gennaio 2016 in una rivincita con Sheamus, nonostante McMahon fosse l'arbitro speciale, è stato annunciato dall'Authority che Reigns avrebbe difeso il titolo nell'annuale Royal Rumble match. Il 24 gennaio alla Royal Rumble Reigns è entrato per primo e durante il match Alberto Del Rio, Rusev e Sheamus, coadiuvati da McMahon, lo hanno attaccato, con Reigns che ha trascorso la maggior parte dell'incontro nel dietro le quinte prima di fare il suo ritorno ed eliminare dal match i membri della League of Nations. Triple H ha fatto il suo ritorno come trentesimo partecipante al match e ha eliminato Reigns dopo che quest'ultimo aveva appena eliminato Sheamus; Triple H ha poi eliminato per ultimo Dean Ambrose per vincere la sua seconda Royal Rumble e il suo quattordicesimo titolo del mondo.
Nella puntata di Raw del 22 febbraio Mr. McMahon ha presentato il "Vincent J. McMahon Legacy of Excellence" – premio dedicato alla memoria del padre – assegnandolo a sua figlia Stephanie, ma durante il discorso di quest'ultima Shane McMahon ha fatto il suo ritorno dopo sei anni di assenza: Shane ha affermato che l'Authorty ha rovinato lo show e ha pertanto chiesto il controllo di Raw, che Vince gli ha concesso solo se avesse sconfitto The Undertaker in un Hell in a Cell match a WrestleMania 32 in Hell in a Cell match. Nelle settimane successive Vince ha poi aggiunto la stipulazione che – in caso di sconfitta – Undertaker non avrebbe potuto più lottare a WrestleMania. Nel mese di marzo Jeff Hamlin del Wrestling Observer Newsletter ha criticato la dominanza dell'Authority, affermando che "ci sono due tipi di persone in questa compagnia. Quelli che sono stati castrati da HHH [Triple H] e Stephanie e quelli che stanno per esserlo". Dopo aver rotto il naso (kayfabe) di Reigns, che era diventato il primo sfidante per il WWE World Heavyweight Championship a WrestleMania dopo aver schienato Dean Ambrose in un match che includeva anche Brock Lesnar, Triple H ha iniziato a rivaleggiare proprio con Ambrose, che lo aveva sfidato a un match per il WWE World Heavyweight Championship a Roadblock, dove Triple H ha mantenuto il titolo. Triple H ha anche lottato il suo primo match a Raw dopo quasi tre anni sconfiggendo Dolph Ziggler in un match non titolato, per poi perdere il titolo contro Reigns nel main event di WrestleMania 32. Sebbene Shane abbia poi perso il suo match contro Undertaker, la sera dopo a Raw Vince gli ha concesso il controllo dello show per una sera. Tuttavia Shane ha continuato a dirigere (kayfabe) Raw a causa dell'eccezionale risposta da parte dei fan, fino alla puntata di Raw del 25 aprile in cui Stephanie ha fatto il suo ritorno per chiedere al padre chi tra i due avrebbe avuto il controllo di Raw definitivamente. Il 1º maggio a Payback Mr. McMahon ha infine annunciato che entrambi avrebbero diretto Raw insieme, sancendo di fatto la fine dell'Authority. Con il ritorno della brand extension, come ulteriore segno della fine dell'Authority, Mr. McMahon ha nominato Shane e Stephanie McMahon rispettivamente come commissioner di SmackDown (che a partire dal 19 luglio seguente, data in cui si sarebbe tenuto il draft, sarebbe andato in onda in diretta ogni martedì con il nuovo nome di SmackDown Live)  e Raw. Mentre Stephanie ha nominato Mick Foley come general manager di Raw, Shane ha invece scelto proprio il rientrante Daniel Bryan come general manager di SmackDown Live.

## Membri

### Elenco
| Wrestler          | Ingresso          | Uscita          | Note                                                                              |
| ----------------- | ----------------- | --------------- | --------------------------------------------------------------------------------- |
| Stephanie McMahon | 18 agosto 2013    | 1º maggio 2016  | Co-proprietaria (18 agosto 2013-3 aprile 2016) COO (3 aprile 2016-1º maggio 2016) |
| Triple H          | 18 agosto 2013    | 3 aprile 2016   | COO                                                                               |
| Randy Orton       | 18 agosto 2013    | 3 novembre 2014 |                                                                                   |
| Randy Orton       | 23 febbraio 2015  | 9 marzo 2015    |                                                                                   |
| Dean Ambrose      | 19 agosto 2013    | 17 marzo 2014   |                                                                                   |
| Roman Reigns      | 19 agosto 2013    | 17 marzo 2014   |                                                                                   |
| Seth Rollins      | 19 agosto 2013    | 17 marzo 2014   |                                                                                   |
| Seth Rollins      | 2 giugno 2014     | 5 novembre 2015 |                                                                                   |
| Kane              | 28 ottobre 2013   | 25 ottobre 2015 | Direttore delle operazioni                                                        |
| Billy Gunn        | 13 gennaio 2014   | 6 aprile 2014   |                                                                                   |
| Road Dogg         | 13 gennaio 2014   | 6 aprile 2014   |                                                                                   |
| Batista           | 7 aprile 2014     | 2 giugno 2014   |                                                                                   |
| Jamie Noble       | 19 settembre 2014 | 6 luglio 2015   |                                                                                   |
| Joey Mercury      | 19 settembre 2014 | 6 luglio 2015   |                                                                                   |
| Big Show          | 23 novembre 2014  | 26 aprile 2015  |                                                                                   |
| Vince McMahon     | 14 dicembre 2015  | 4 aprile 2016   | Presidente del consiglio di amministrazione                                       |

## Titoli e riconoscimenti

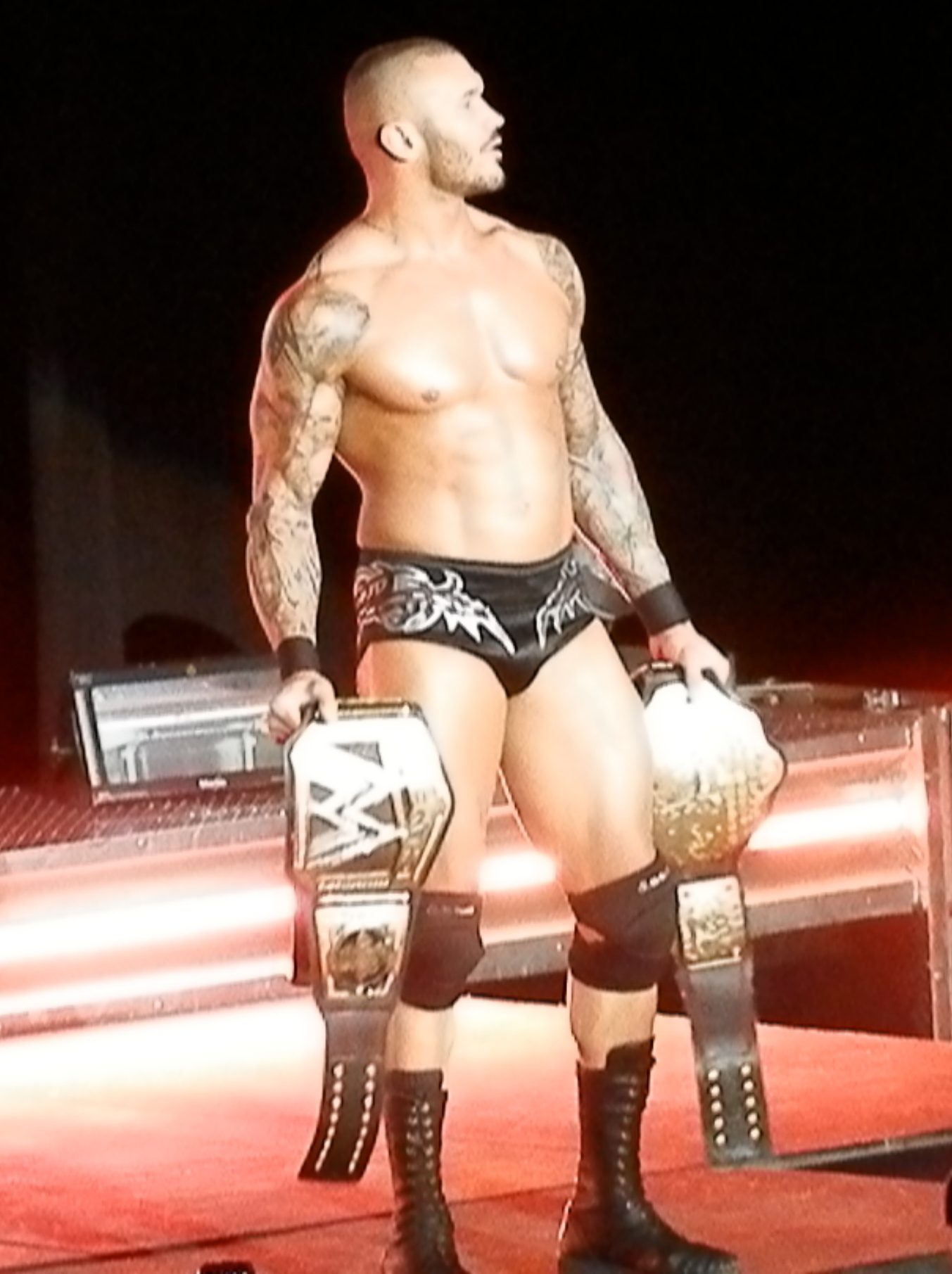
Randy Orton con il WWE Championship e il World Heavyweight Championship

- Pro Wrestling Illustrated
  - Feud of the Year (2013)[116] – vs. Daniel Bryan
  - Most Hated Wrestler of the Year (2013)[116]
  - Feud of the Year (2014)[117] – vs. Dean Ambrose
- WWE
  - WWE Championship/WWE World Heavyweight Championship (4)[118] – Randy Orton (2), Seth Rollins (1) e Triple H (1)
  - World Heavyweight Championship (1)[119] – Randy Orton
  - WWE United States Championship (2)[120] – Dean Ambrose (1) e Seth Rollins (1)
  - WWE Tag Team Championship (2)[121] – Roman Reigns e Seth Rollins (1) e Billy Gunn e Road Dogg (1)
  - Money in the Bank (2014)[41] – Seth Rollins
  - André the Giant Memorial Trophy (2015)[122] – Big Show
  - Royal Rumble (ed. 2016)[73] – Triple H
  - Slammy Award (2)
    - Match of the Year (2014)[123] – vs. Team Cena a Survivor Series
    - Rivalry of the Year (2014)[123] – vs. Daniel Bryan
- Wrestling Observer Newsletter
  - Worst Feud of the Year (2013)[124] – vs. Big Show